# Vetus Latina

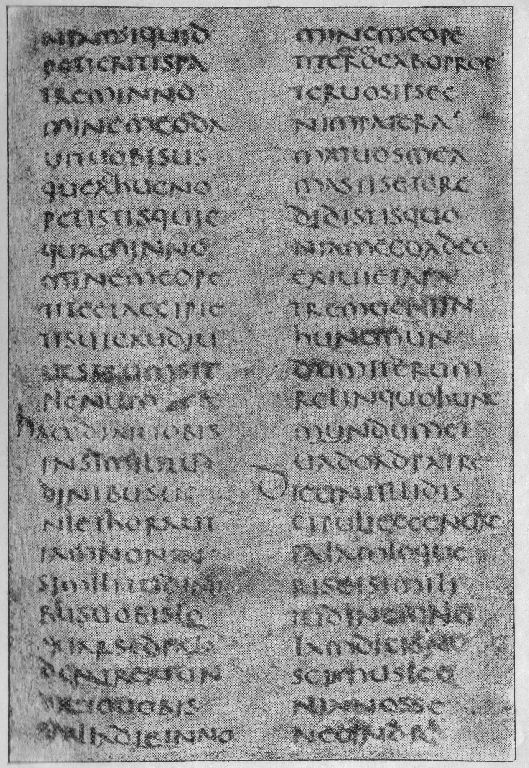
Bladzijde uit de Codex Vercellensis,’’a’’, IVe eeuw een
Oud. Latijnse vertaling. Dit gedeelte bevat het Evangelie volgens Johannes, 16:23-30.

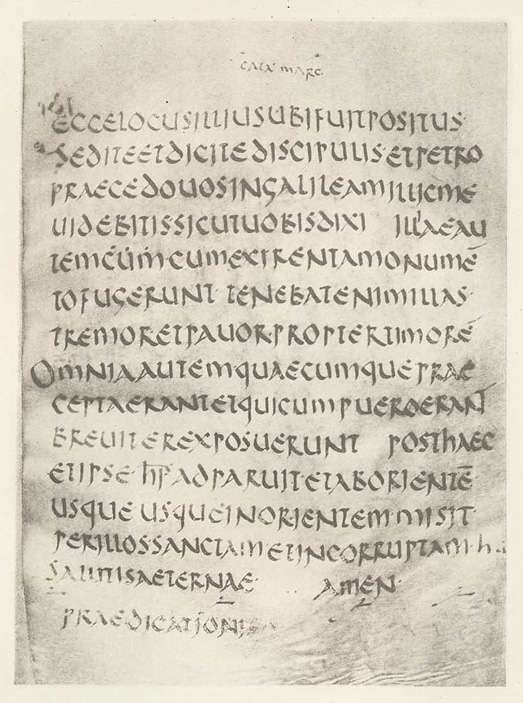
Codex Bobbiensis,‘’k’’, 4e/5e eeuw,– De laatste bladzijde van het Evangelie volgens Marcus

Vetus Latina is de verzamelnaam voor Latijnse Bijbelvertalingen die ontstaan zijn, voordat de Vulgaat, de Latijnse Bijbelvertaling door Hiëronymus, de standaardbijbel werd voor de Latijn sprekende westerse christenen. Vetus Latina betekent Oud Latijn. De Vetus Latina wordt ook wel de Oud-Latijnse Bijbel genoemd.

## Tekst
Er heeft nooit één enkele Vetus Latina bestaan. Er is wel een verzameling Bijbelse handschriften met Latijnse Bijbelvertalingen, die ouder zijn dan die van Hiëronymus. Bruce Metzger telde, na vergelijking van Lucas 24:4,5 in handschriften met de Vetus Latina, 27 varianten.
Hieraan kan men nog de Bijbelcitaten uit de werken van de Latijnse kerkvaders toevoegen, waarvan sommige overeenkomen met bepaalde groepen handschriften.
Veel Vetus Latina vertalingen waren kennelijk niet bedoeld als officiële Bijbelvertaling voor de gehele kerk, maar werden voor een gelegenheid, voor plaatselijk gebruik of om een christelijke uiteenzetting of preek te illustreren, vervaardigd.
Voor sommige Oud-Latijnse teksten lijkt een groter gezag of een grotere verspreiding te zijn nagestreefd. Er bestaan verscheidene Oud-Latijnse Evangelieboeken met de vier canonieke Evangeliën, deze handschriften verschillen onderling nogal. Andere Bijbelgedeelten bestaan alleen nog in samenvattingen of als fragmenten. Augustinus van Hippo klaagt in De Doctrina Christiana (2, 16), dat het taalgebruik van de vertalingen wisselend is. Grammaticale fouten komen veel voor, Grieks en Hebreeuws idioom wordt vaak letterlijk uit het Grieks overgenomen. De verschillende Oud-Latijnse vertalingen geven de verschillende teksttypes van het Nieuwe Testament weer. Afrikaanse manuscripten, zoals de Codex Bobbiensis, geven varianten van het westerse teksttype; terwijl varianten in Europese handschriften dichter bij het Byzantijnse teksttype staan. Veel grammaticale eigenaardigheden worden veroorzaakt doordat er vulgair Latijn in de tekst gebruikt wordt.

## Vervanging
Toen de Vulgaat van Hiëronymus verscheen, een consistente vertaling uit de grondtalen, raakte de ‘’Vetus Latina’’ geleidelijk aan buiten gebruik. Hiëronymus klaagt in een brief, dat de Christenen, gewend als ze waren aan de Oude Vertaling, aanvankelijk niet van zijn nieuwe vertaling hielden.
Omdat er echter te weinig kopieën van de hele Bijbel voorhanden waren, werden er naast de Vulgaat vooralsnog nog handschriften met Bijbelgedeelten in een oude vertaling gekopieerd, met als gevolg dat er een uitwisseling van varianten plaatsvond. Je kunt tot laat in de 13e eeuw in één handschrift soms zowel Bijbelboeken in een Oud-Latijnse vertaling als Vulgaat vertalingen aantreffen.
De Vulgaat nam echter geleidelijk de plaats in van de Vetus Latina en werd uiteindelijk door de Rooms-Katholieke Kerk tijdens het Concilie van Trente (1545-1563) erkend als officiële Bijbel van de Rooms-Katholieke Kerk.
Hieronder worden enkele teksten uit de Vetus Latina vergeleken met tekst van de kritische edities van de Vulgaat.
De volgende vergelijking is Lucas 6:1-4, genomen uit de Oud-Latijnse tekst van de Codex Bezae:
| Vetus Latina | Vulgaat |
| --- | --- |
| Et factum est eum in Sabbato secundoprimo abire per segetes discipuli autem illius coeperunt vellere spicas et fricantes manibus             | Factum est autem in sabbato secundo, primo, cum transíret per sata, vellebant discípuli eius spicas, et manducabant confricantes manibus.                           |
| manducabant. Quidam autem de farisaeis dicebant ei, Ecce quid faciunt discipuli tui sabbatis                                                 | Quidam autem pharisæorum, dicebant illis : Quid facitis quod non licet in sabbatis ?                                                                                |
| quod non licet ? Respondens autem IHS dixit ad eos, Numquam hoc legistis quod fecit David quando esurit ipse et qui cum eo erat ?            | Et respondens Jesus ad eos, dixit : Nec hoc legistis quod fecit David, cum esurisset ipse, et qui cum illo erant ?                                                  |
| Intro ibit in domum Dei et panes propositionis manducavit et dedit et qui cum erant quibus non licebat manducare si non solis sacerdotibus ? | quomodo intravit in domum Dei, et panes propositionis sumpsit, et manducavit, et dedit his qui cum ipso erant : quos non licet manducare nisi tantum sacerdotibus ? |

Er zijn in de liturgie nog sporen te vinden van het Oud Latijn; het volgende vers kennen de meeste mensen bijvoorbeeld uit kerstliederen: Lucas 2:14:
| Vetus Latina                                                       | Vulgaat                                                                |
| ------------------------------------------------------------------ | ---------------------------------------------------------------------- |
| Gloria in excelsis Deo, et in terra pax hominibus bonae voluntatis | Gloria in altissimis Deo, et in terra pax in hominibus bonæ voluntatis |

De Oud-Latijnse tekst betekent: "Ere zij God in de hogen, en vrede aan de mensen van goede wil op aarde”. De Vulgaat-tekst zegt: "Ere zij God in de hoogsten en vrede onder de mensen van goede wil op aarde”.
Waarschijnlijk is het bekendste verschil tussen de Oud-Latijnse vertaling en de Vulgaat te vinden in het ‘’Onze Vader, waar de zin uit de ‘’Vetus Latina‘’, quotidianum panem, "dagelijks brood", in de Vulgaat is supersubstantialem panem, “brood dat nodig is voor het levensonderhoud".

## Psalmen
De Psalmen zijn een geval apart. De Latijnse, Rooms-katholieke liturgie blijft namelijk het Gallicaanse Psalter gebruiken, een versie van de Vetus Latina, die door Hiëronymus een beetje weifelend was herzien. Deze Psalmen werden al op grote schaal gebruikt en men was er, ondanks dat er een enkele keer geen sprake was van goed Latijn, mee vertrouwd.
Hiëronymus vertaalde de Psalmen ook uit het oorspronkelijke Hebreeuws; dit Psalmboek wordt het Iuxta Hebraicum genoemd, maar de nieuwe vertaling verdrong het Gallicaanse psalter niet uit de liturgie en uiteindelijk werd het Gallicaanse psalter het psalter van de Vulgaat. Dit is het psalter dat in de Gregoriaanse muziek gezongen wordt en vaak in de
klassieke muziek. In 1979 heeft de Rooms-Katholieke Kerk een Nova Vulgata-versie van de Psalmen goedgekeurd voor gebruik in de liturgie. Er worden echter vrijwel geen Latijnse liturgieën meer gebruikt, zodat de Nova Vulgata maar weinig invloed heeft gehad.

## Handschriften
De Latijnse handschriften worden weergegeven door een kleine letter, bijvoorbeeld:
codex a: Codex Vercellensis; een Latijnse vertaling van de evangeliën uit ongeveer 350 op perkament;
codex d: de Latijnse tekst van de tweetalige codex Bezae en codex Claromontanus